# Museu Ferroviário do Azerbaijão
O Museu Ferroviário do Azerbaijão (em azeri:  Azərbaycan Dəmiryol Muzeyi) é um museu ferroviário em Bacu, no Azerbaijão. O museu foi inaugurado em 2019.
O museu está localizado no edifício histórico da Estação Ferroviária de Sabunchu, no centro da cidade de Bacu, perto da Praça Jafar Jabbarli (estação de metro 28 May).

## História
A inauguração do Museu Ferroviário do Azerbaijão teve lugar no dia 19 de novembro de 2019, com a participação do Presidente Ilham Aliyev.
Foram realizadas obras de reconstrução no museu, que esteve encerrado durante a pandemia de COVID-19, e depois de enriquecido com novas exposições, passou a receber visitantes a 28 de dezembro de 2023.
A histórica Estação Ferroviária de Sabunchu (perto da estação de metro 28 de maio), um dos três edifícios que compõem o complexo histórico da Estação de Bacu, alberga o Museu Ferroviário do Azerbaijão. Este edifício foi inaugurado a 6 de julho de 1926, dia da inauguração da primeira ferrovia eletrificada no Azerbaijão. A Estação Ferroviária de Sabunchu, em Bacu, foi o primeiro edifício da estação a receber comboios elétricos.
O edifício foi construído com base nas tradições arquitetónicas nacionais do Azerbaijão e faz lembrar o Palácio dos xás de Xirvão devido ao seu aspeto e muitos elementos. Destacam-se as janelas do edifício feitas ao estilo da arte 'shabaka" nacional, a decoração do período Xirvão na parte superior da fachada da entrada e as esculturas em pedra de leões na torre do relógio.
O museu dispõe de duas salas de exposições, uma sala de cinema e salas para organização de eventos culturais e corporativos. Aqui realizam-se eventos como dias de autógrafos de livros, horas de leitura, exposições de livros e arte, encontros com figuras públicas. Nos corredores, são exibidas várias exposições interessantes relacionadas com as fases de desenvolvimento do setor ferroviário do Azerbaijão, incluindo materiais fotográficos e de vídeo que refletem a história da criação da ferrovia no século XIX, e modelos de comboios. Além disso, foi criado um canto fotográfico para reflectir os serviços prestados pelo Presidente Heydar Aliyev no desenvolvimento dos caminhos-de-ferro no Azerbaijão.

## Galeria

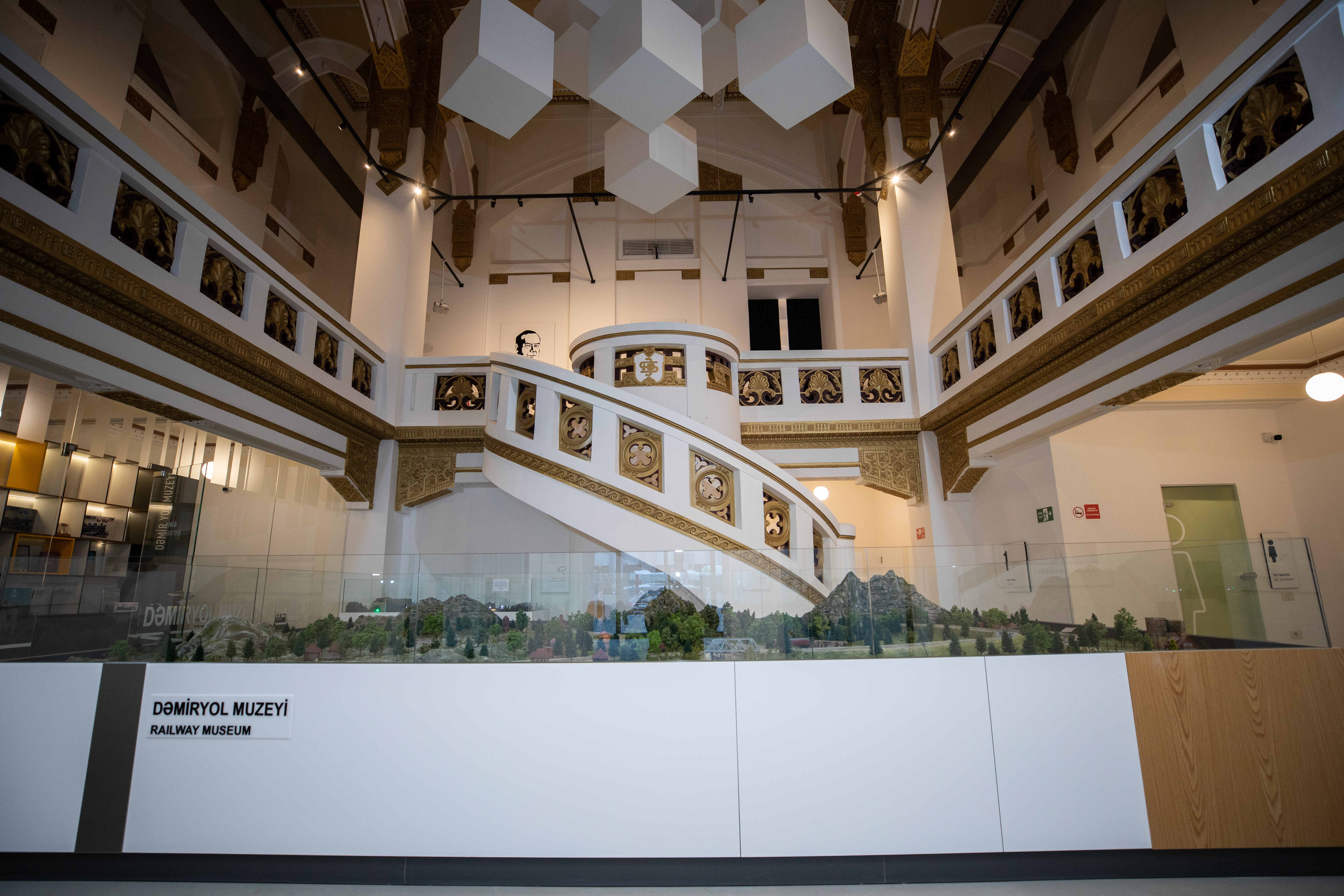
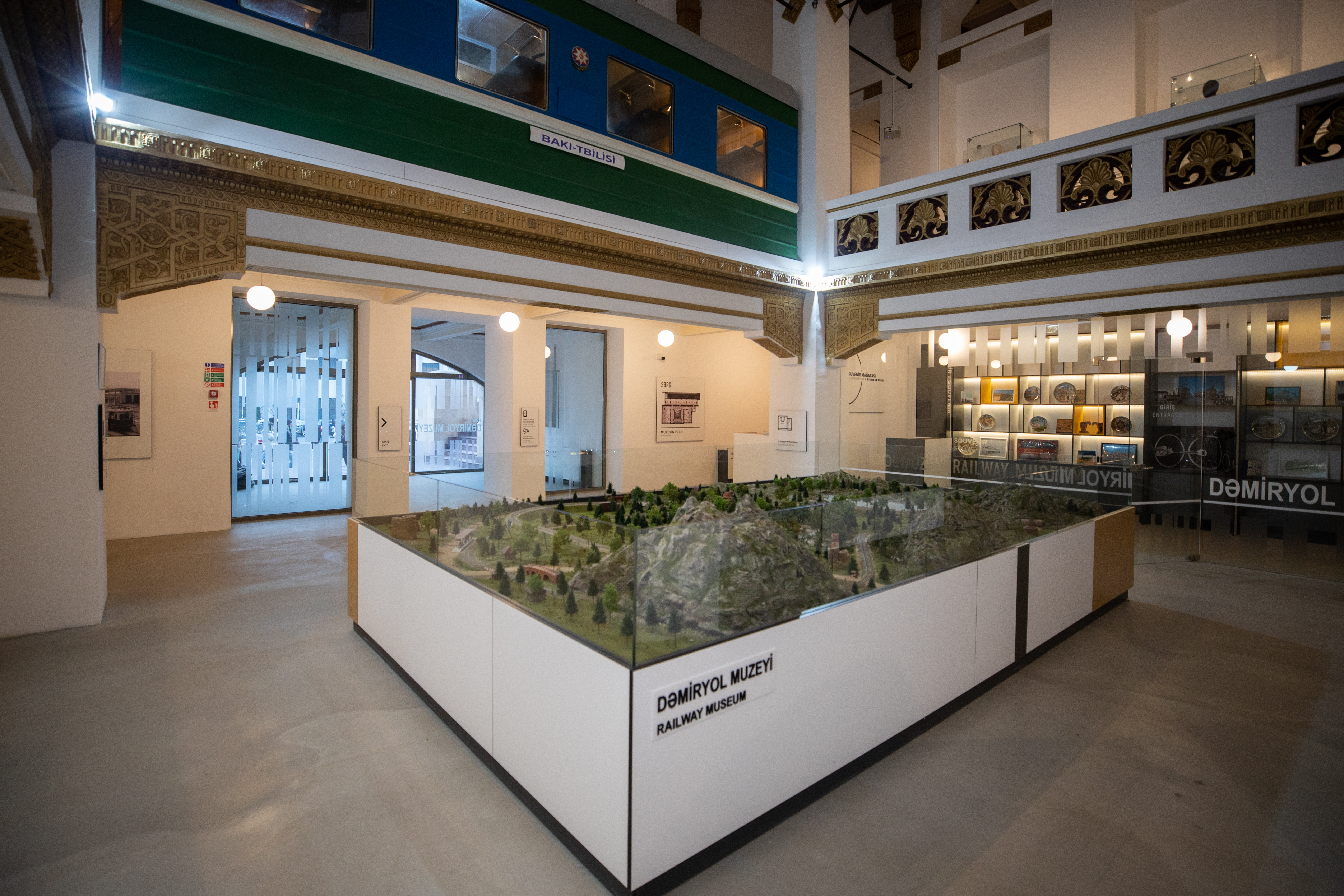
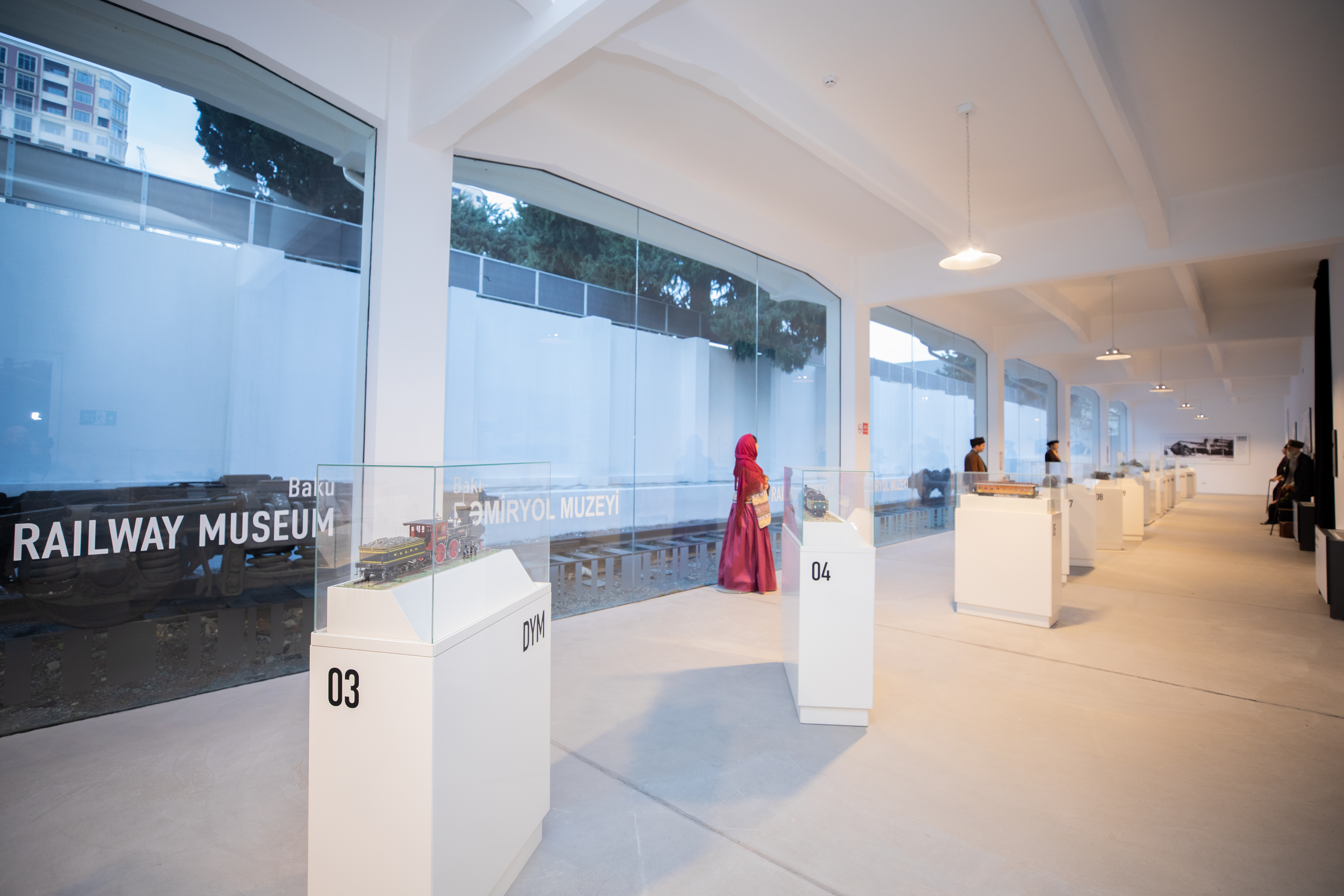
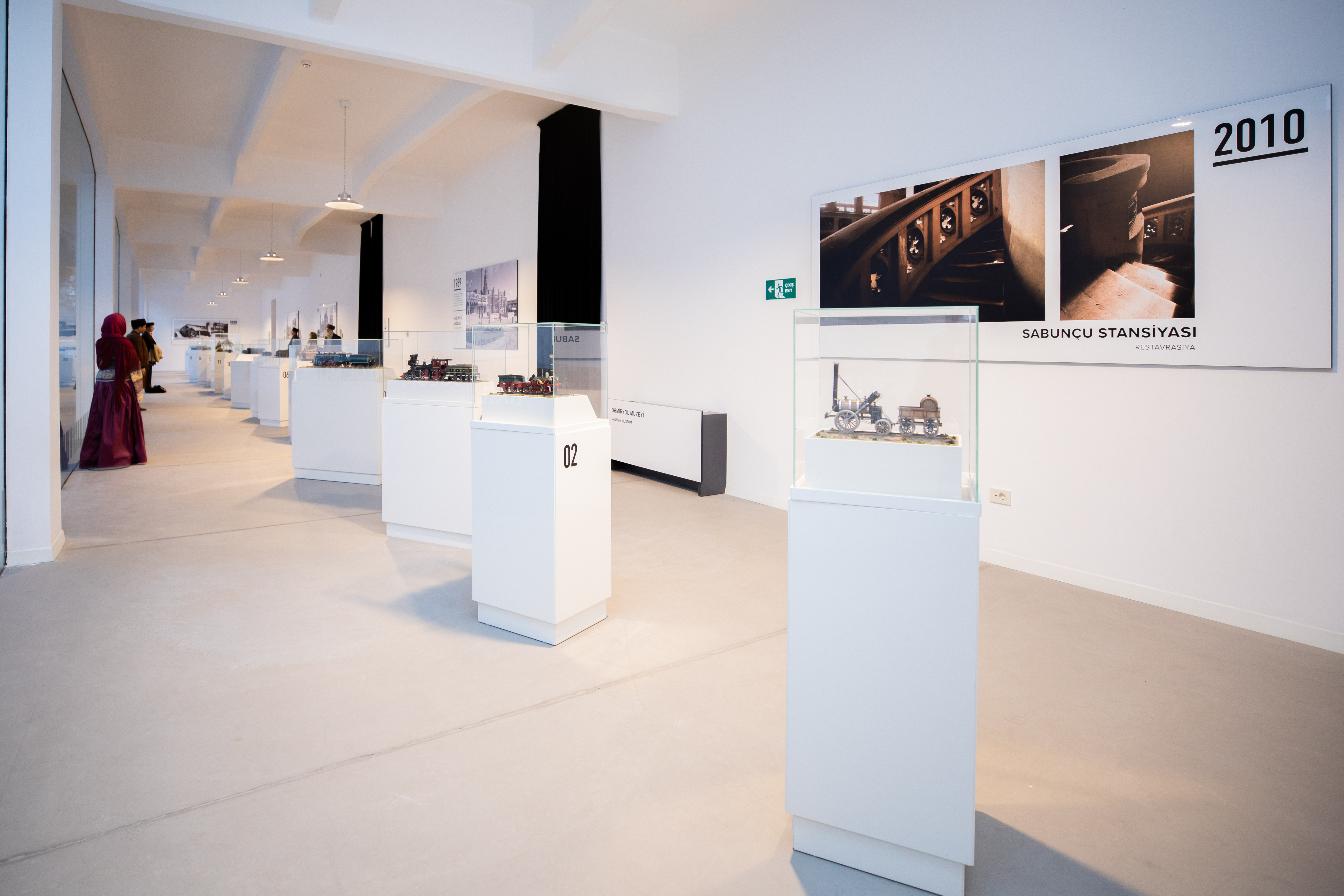
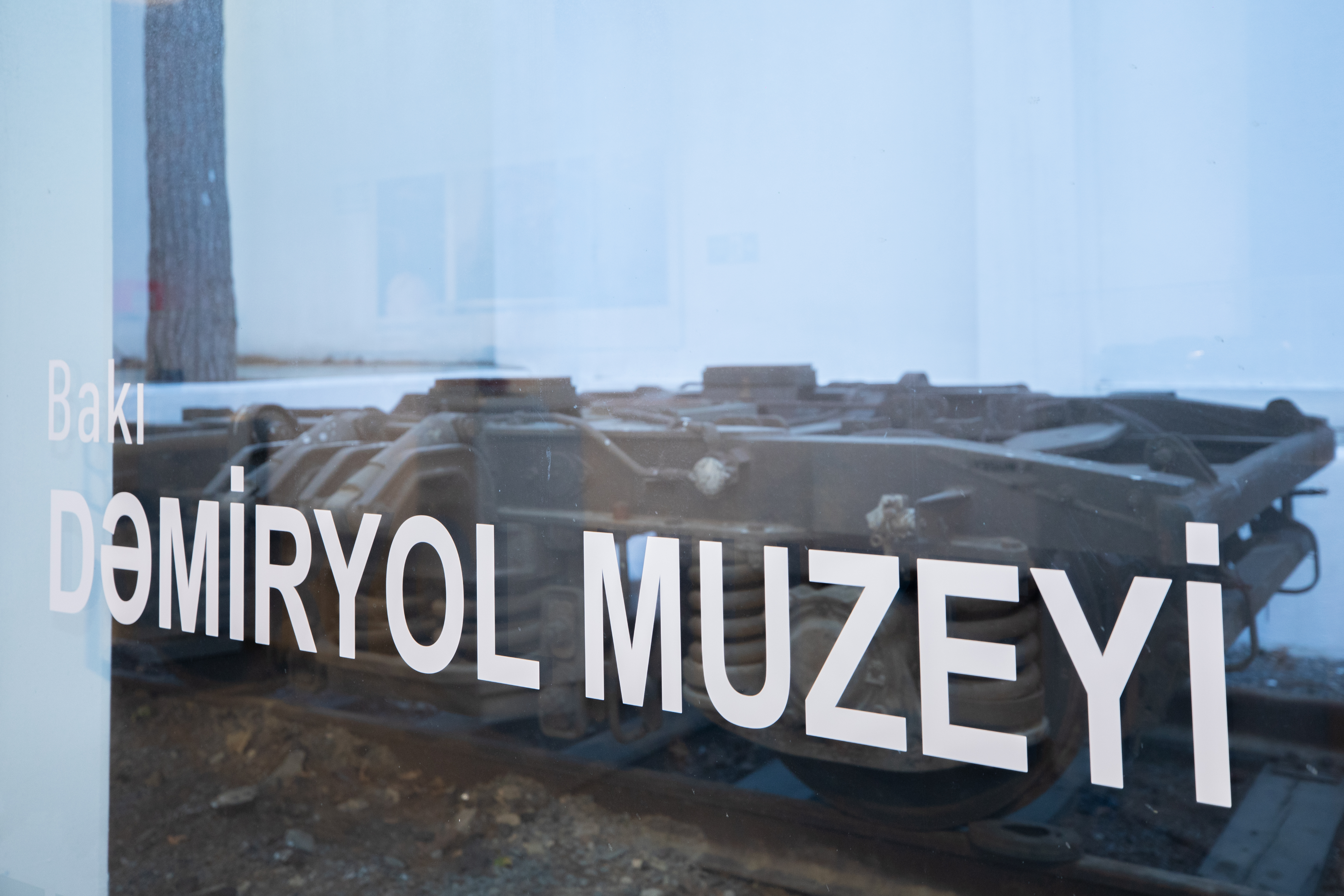
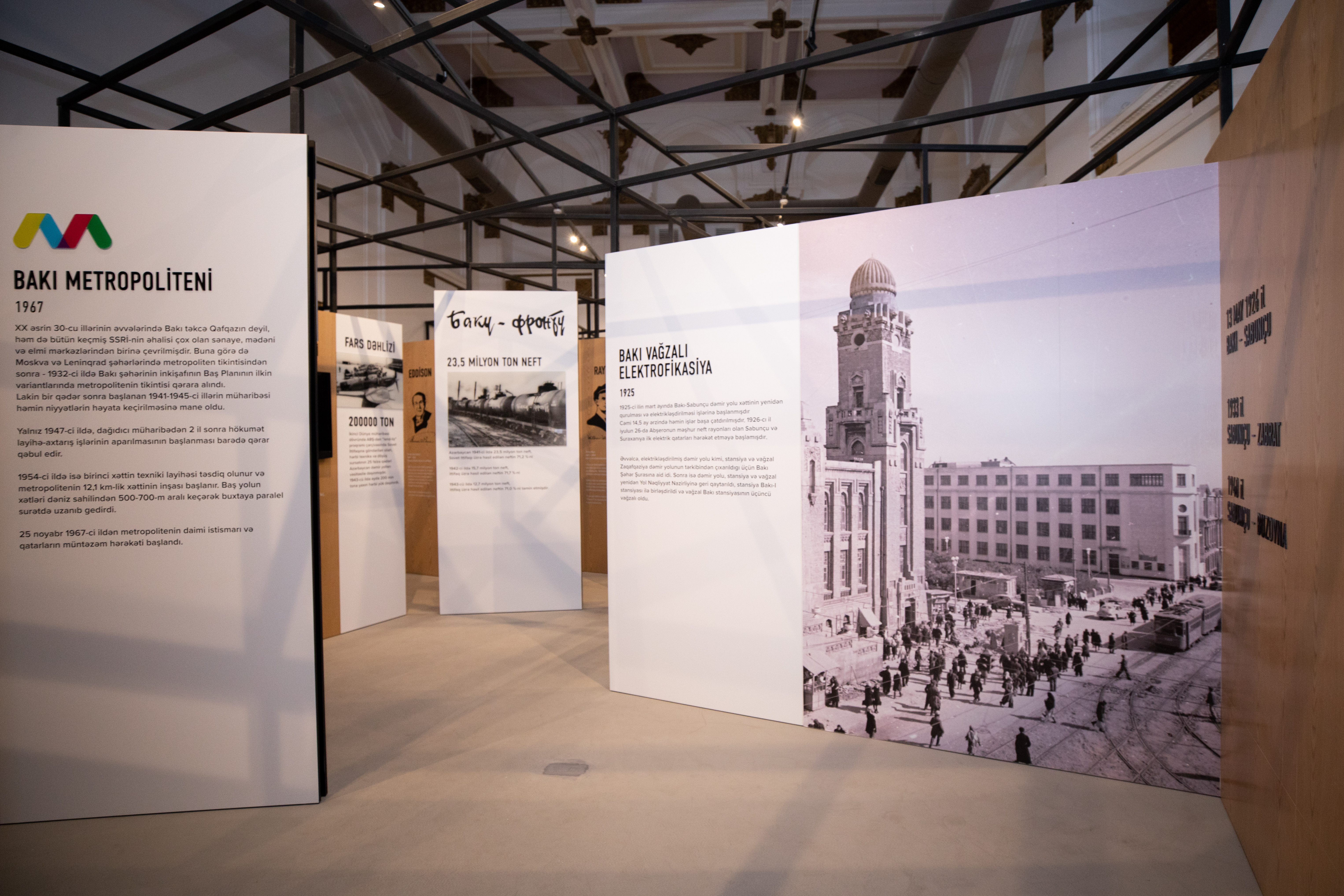
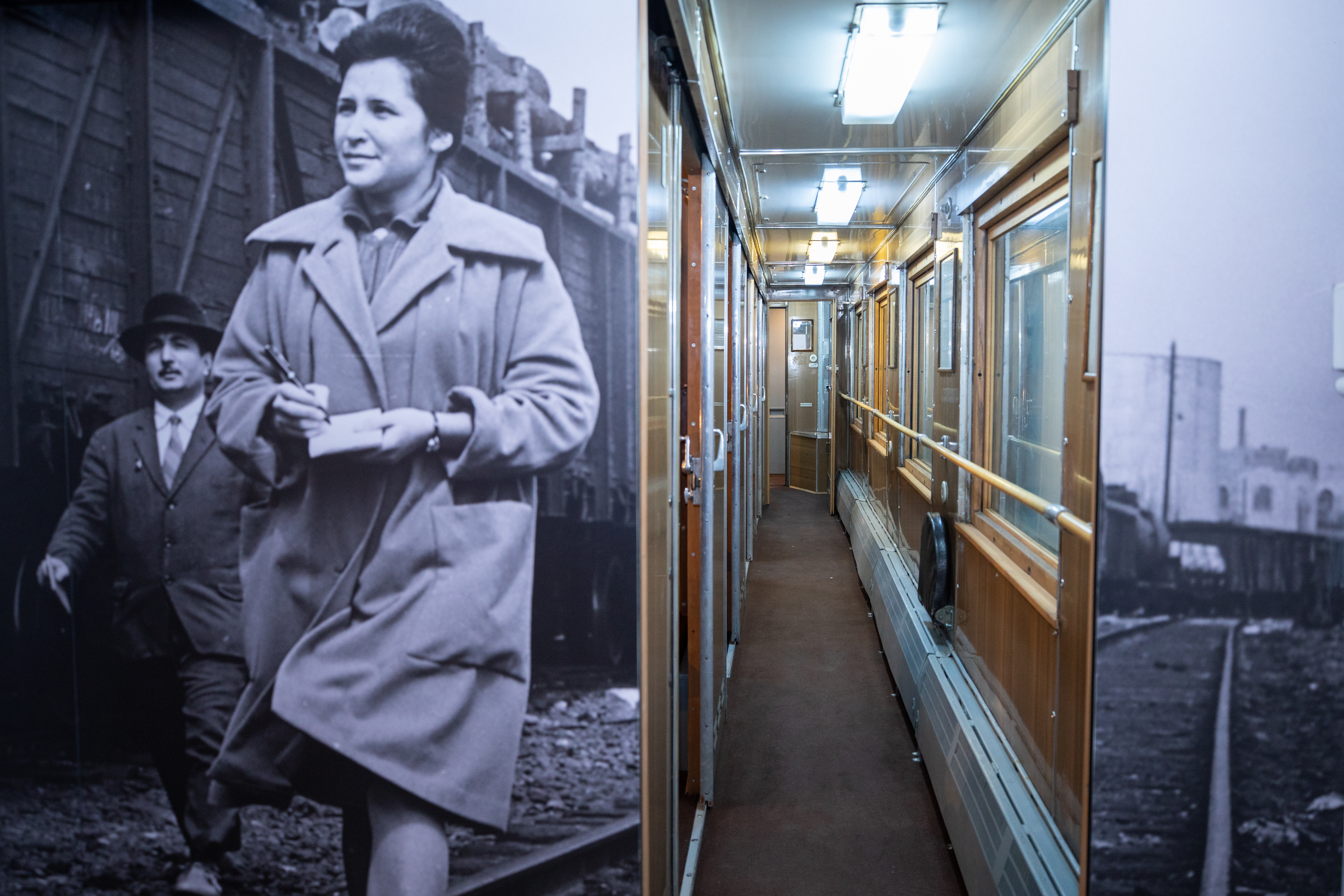
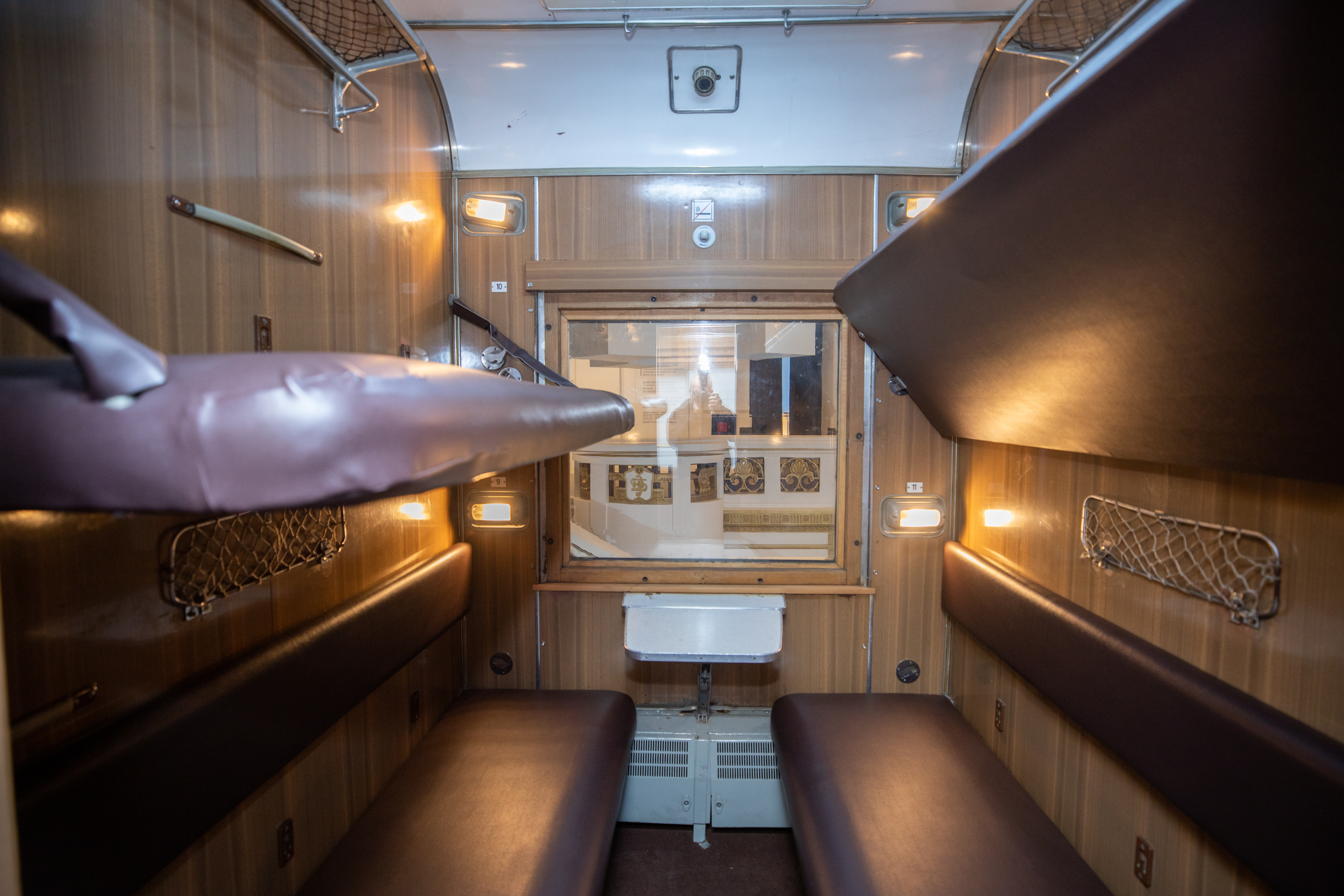
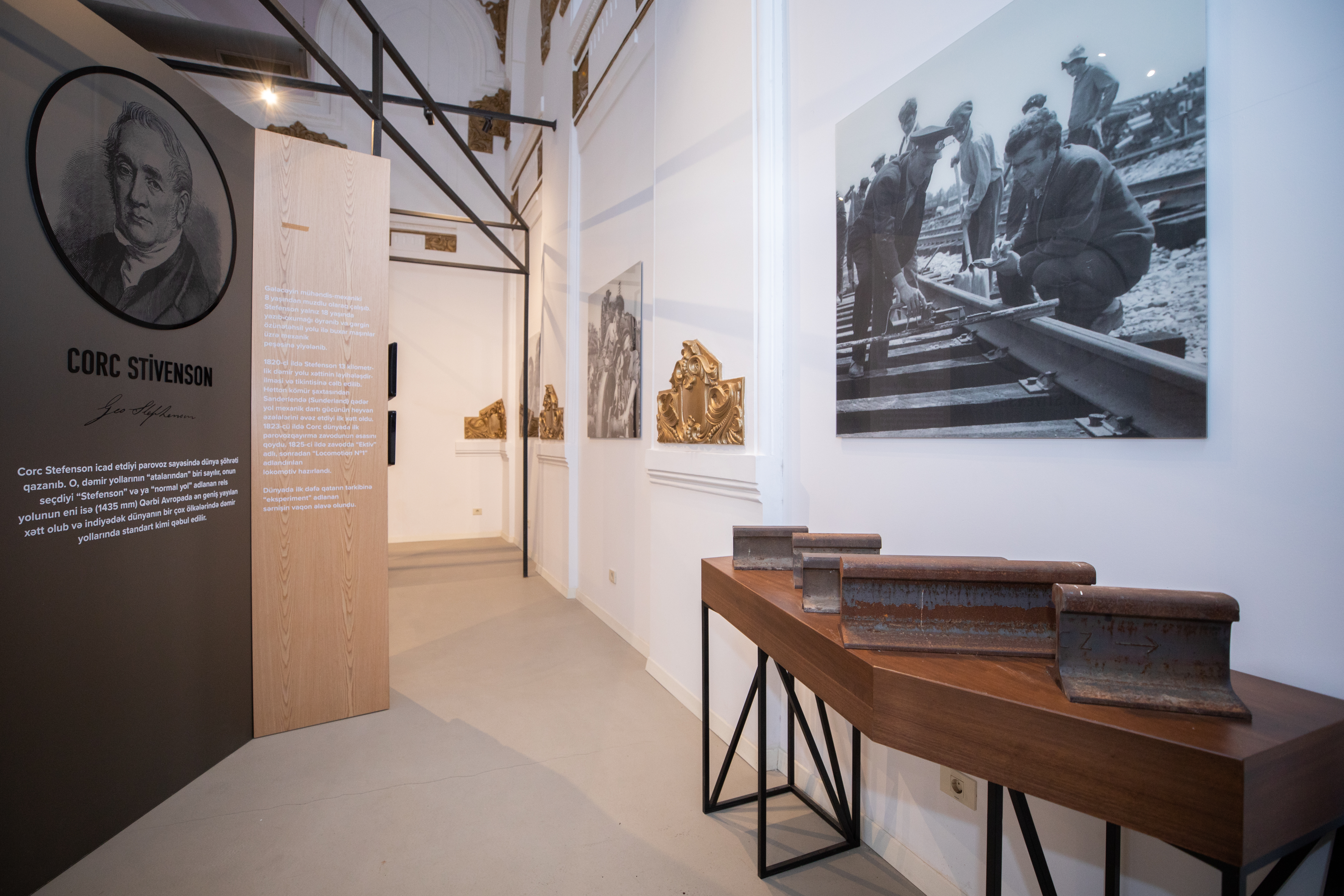